# نانسي هولواي
نانسي هولواي (بالإنجليزية: Nancy Holloway)‏ هي عازفة الجاز ومغنية أمريكية، ولدت في 11 ديسمبر 1932 في كليفلاند في الولايات المتحدة.

## وصلات خارجية
- نانسي هولواي على موقع IMDb (الإنجليزية)
- نانسي هولواي على موقع ألو سيني (الفرنسية)
- نانسي هولواي على موقع ميوزك برينز (الإنجليزية)
- نانسي هولواي على موقع أول ميوزيك (الإنجليزية)
- نانسي هولواي على موقع ديسكوغز (الإنجليزية)
- نانسي هولواي على موقع قاعدة بيانات الفيلم (الإنجليزية)